# Petrell de les Desertas
El petrell de les Desertas (Pterodroma deserta) és un ocell marí de la família dels procel·làrids (Procellariidae), d'hàbits pelàgics que cria a l'illa de Bugio, a les Illes Desertes, a prop de Madeira, i que es dispersen per l'Atlàntic central. Se l'ha considerat una subespècie de Pterodroma feae i de Pterodroma madeira.